# Philipp Wilhelm Virdung von Hartung
Philipp Wilhelm Virdung von Hartung (auch Virdung ab Hartung; * 1664 ; † 1. April 1708 in Würzburg) war ein deutscher Mediziner und Botaniker. Er war Professor der Medizinischen Fakultät und Lehrstuhlinhaber an der Universität Würzburg.

## Leben
Philipp Wilhelm Virdung von Hartung studierte Medizin und wurde an der Universität Heidelberg promoviert.
Ab 6. September 1689 lehrte Philipp Wilhelm von Hartung als Nachfolger seines Vaters Hieronymus Conrad Virdung von Hartung als ordentlicher Professor der Anatomie, der Chirurgie und der Botanik (Anatomes et chirurgiae nec non Botanices Professor) an der Universität Würzburg, wo er am Juliusspital lehrte und 1690 den Spitalgarten ausbauen ließ. 1691/1692 und 1694/1695 war er Dekan der Medizinischen Fakultät und hat in dieser Zeit drei Medizinstudenten promoviert. Ab 1695 übte er das Amt des Stadtphysikus aus. Im Dezember 1700 wurde er Garnisonsarzt (Militiae medicus) in Würzburg. Zu seinen Doktoranden gehörte Jakob Martin Joseph Simon, der 1708 seine Dissertation mit abstrusen Theorien über das Hexenwesen veröffentlichte.
Virdung von Hartungs Kollege und Nachfolger als Anatomie- und vor allem Botanikdozent war von 1694 (ernannt zum Professor quartus seu extraordinarius) bis 1707 Johannes Barthel Adam Beringer, dem in gleicher Funktion 1707 Johannes Martinus Anastasius Orth (1676–1755) nachfolgte. Virdung von Hartungs offizieller Nachfolger als Chirurg an der Universität Würzburg wurde der Mediziner Damian Adolph Dercum, der 1708 zum Professor der Arzneiwissenschaften berufen wurde und später auch die Professur für Chirurgie erhielt.